# Ransom (serie televisiva)
Ransom è una serie televisiva statunitense, creata da David Vainola e Frank Spotnitz per CBS, basata e liberamente ispirata sulla carriera di Laurent Combalbert, negoziatore professionale di chiara fama.
Il 17 maggio 2017, la CBS ha annunciato che Ransom è stata cancellata negli Stati Uniti. Il giorno dopo, RTLGroup ha anche riferito di aver lasciato il progetto dopo aver ricevuto voti bassi in Germania. Lo stesso giorno è stato riferito che le altre emittenti stavano tentando di finanziare una seconda stagione. Alla fine di giugno, varie fonti hanno riferito che Global e TF1 hanno ordinato una seconda stagione, da produrre senza gli ex partner. La produzione doveva iniziare alla fine di luglio 2017. Il 10 ottobre 2017, CBS e Global hanno annunciato ufficialmente che Ransom era stata rinnovata per una seconda stagione di 13 episodi, che ha debuttato il 7 aprile 2018 sulla CBS negli Stati Uniti. Il 16 luglio 2018, CBS e Global annunciano che la serie è stata rinnovata per una terza stagione di 13 episodi, messa in onda dal 16 febbraio 2019. Il 3 luglio 2019, la CBS annuncia la cancellazione della serie dopo tre stagioni.

## Trama
Protagonista della serie è Eric Beaumont, un negoziatore specializzato in trattative per il rilascio di ostaggi. Da libero professionista, presta i suoi servizi a privati e forze dell’ordine, affiancato da una ristretta squadra: l’investigatrice Zara Hallam, lo psicologo Oliver Yates e la negoziatrice Maxine Carlson, cui subentrerà, dalla seconda stagione, la collega Cynthia Walker.
Un segreto lega il passato di Eric a quello di Maxine: la madre di quest'ultima è l'unico ostaggio che Eric ha perso nella sua lunga carriera.

## Episodi
| Stagione         | Episodi | Prima TV USA | Prima TV Italia |
| ---------------- | ------- | ------------ | --------------- |
| Prima stagione   | 13      | 2017         | 2020            |
| Seconda stagione | 13      | 2018         | 2020            |
| Terza stagione   | 13      | 2019         | 2020            |

## Personaggi e interpreti

### Personaggi principali
- Eric Beaumont (stagioni 1-3), interpretato da Luke Roberts.
Esperto di crisi e negoziatore di ostaggi. È cresciuto a Chicago, dove vive ancora sua madre, un chirurgo.
- Zara Hallam (stagioni 1-3), interpretata da Nazneen Contractor.
Investigatore capo della squadra.
- Oliver Yates (stagioni 1-3), interpretato da Brandon Jay McLaren.
Un profiler psicologico.
- Maxine Carlson (stagioni 1-2), interpretata da Sarah Greene.
Una negoziatrice di crisi e ostaggi che funge da seconda di Beaumont. Prende congedo dalla squadra durante la seconda stagione dopo essere stata costretta a usare la forza letale contro un colpevole per salvare Oliver.
- Cynthia Walker (stagioni 2-3), interpretata da Karen LeBlanc.
Una negoziatrice di crisi e ostaggi che lavora con Eric su un caso durante la seconda stagione, e alla fine si unisce alla squadra come sostituto di Maxine come nuova seconda di Beaumont.

### Personaggi ricorrenti
- Nathalie Denard (stagioni 1-2), interpretata da Emma de Caunes.
Ex moglie di Eric e CEO di una compagnia di assicurazioni.
- Damian Delaine (stagioni 1-2), interpretato da Carlo Rota.
Un nemico del passato di Eric Beaumont.
- Kate Barrett (stagione 3), interpretata da Natalie Brown.
Un'agente dell'FBI e la fidanzata di Eric.
- Tyler LeFebure (stagione 3), interpretato da Emmanuel Kabongo.

## Produzione

### Sviluppo
Nell'ottobre 2014, Frank Spotnitz e David Vainola sviluppano il progetto della serie, in collaborazione con TF1 in Francia e Shaw Media in Canada. Il 6 giugno 2016, la rete CBS ha ordinato direttamente la serie senza passare attraverso la tradizionale fase pilota, con Luke Roberts come protagonista e quindi si è unita a TF1 (Francia) e Global (Canada) nel progetto. Le riprese sono iniziate a luglio 2016 a Toronto, aggiungendo Sarah Greene (Penny Dreadful, Burnt), Brandon Jay McLaren (Graceland, The Killing, Chicago Fire) e Nazneen Contractor (Heroes Reborn, Covert Affairs, 24) al cast, altri episodi vengono girati a Nizza. Il 30 novembre 2016, la CBS ha annunciato la data di lancio della serie il 1º gennaio 2017. A metà maggio 2017, alcuni siti hanno segnalato la cancellazione della serie mentre erano in corso trattative. Rinnovata per una seconda stagione il 10 ottobre 2017. Il 16 luglio 2018, la serie è stata rinnovata per una terza stagione da Global. Il 3 luglio 2019, i produttori annunciano la chiusura della serie.

### Riprese
La prima stagione è stata girata a Toronto, in Canada e a Nizza, in Francia. All'inizio vennero scelte località del Nord America poi sostituite con Toronto. Otto episodi sono stati girati a Toronto e cinque a Nizza. Le riprese della seconda stagione sono iniziate a Toronto e Budapest, in Ungheria, nel novembre 2017, e la produzione è terminata a maggio 2018. La terza stagione è stata girata a Budapest, in Ungheria.